# Classe Casco
La classe Casco, est une classe de vingt monitors de l'US Navy construits entre 1863 et 1866 et actifs entre 1864 et 1875.

## Liste des navires
| Nom         | Constructeur           | Chantier naval            | Commandé      | Lancé            | *Mis en service **Terminé | Tourelle retirée ? | Renommé                                      | Destin                                     |
| ----------- | ---------------------- | ------------------------- | ------------- | ---------------- | ------------------------- | ------------------ | -------------------------------------------- | ------------------------------------------ |
| USS Casco   | Atlantic Iron Works    | Boston                    | 14 avril 1865 | 7 mai 1864       | *4 décembre 1864          | oui                | Hero, 15 juin 1869                           | Démoli, 1875                               |
| USS Chimo   | Aquilla Adams          | South Boston              | 17 mai 1863   | 5 mai 1864       | *20 janvier 1865          | oui                | Orion, 15 juin 1869 Piscataqua, 10 août 1869 | Vendu pour la ferraille, 1874              |
| USS Cohoes  | Continental Iron Works | Brooklyn, New York        | 17 avril 1863 | 31 mai 1865      | **19 janvier 1866         | Non                | Charybdis, 15 juin 1869 Cohoes, 10 août 1869 | Vendu pour la ferraille, juillet 1874      |
| USS Etlah   | Charles W. McCord      | St. Louis                 | 24 juin 1863  | 3 juillet 1865   | **12 mars 1866            | Non                | Hecate, 15 juin 1869 Etlah, 10 août 1869     | Vendu pour la ferraille, 12 septembre 1874 |
| USS Klamath | Alexander Swift        | Cincinnati                | 26 mars 1863  | 20 avril 1865    | **6 mai 1866              | Non                | Harpy, 15 juin 1869 Klamath, 10 août 1869    | Vendu pour la ferraille, 12 septembre 1874 |
| USS Koka    | Wilcox & Whiting       | Camden, New Jersey        | 24 avril 1863 | 18 mai 1865      | **28 novembre 1865        | Non                | Argos, 15 juin 1869 Koka, 10 août 1869       | Vendu pour la ferraille, 2 octobre 1874    |
| USS Modoc   | J.S. Underhill         | Brooklyn                  | 4 juin 1863   | 21 mars 1865     | **23 juin 1865            | oui                | Achilles, 15 juin 1869 Modoc, 10 août 1869   | Vendu pour la ferraille, août 1875         |
| USS Napa    | Harlan & Hollingsworth | Wilmington, Delaware      | 2 mars 1863   | 26 novembre 1864 | **4 mai 1866              | oui                | Nemesis, 15 juin 1869 Napa, 10 août 1869     | Vendu pour la ferraille, 1875              |
| USS Naubuc  | Union Iron Works       | Brooklyn                  | 2 avril 1863  | 19 octobre 1864  | *27 mars 1865             | oui                | Aetna, 15 juin 1869 Minnetonka, 10 août 1869 | Vendu pour la ferraille, 1875              |
| USS Nausett | Donald McKay (en)      | Boston                    | 10 juin 1863  | 26 avril 1865    | *10 août 1865             | Non                | Achilles, 15 juin 1869 Nausett, 10 août 1869 | Vendu pour la ferraille, août 1875         |
| USS Shawnee | Curtis & Tilden        | Boston                    | 2 avril 1863  | 13 mars 1865     | *18 août 1865             | Non                | Eolus, 15 juin 1869 Shawnee, 10 août 1869    | Vendu pour la ferraille, 9 septembre 1875  |
| USS Shiloh  | Charles W. McCordat    | St. Louis                 | 24 juin 1863  | 14 juillet 1865  | **12 mars 1866            | Non                | Iris, 15 juin 1869 Shiloh, 10 août 1869      | Vendu pour la ferraille, 1874              |
| USS Squando | Donald McKay           | Boston                    | 4 mai 1863    | 31 décembre 1864 | *6 juin 1865              | Non                | Erebus, 15 juin 1869 Algoma, 10 août 1869    | Démoli, 1874                               |
| USS Suncook | Globe Works            | South Boston              | 17 mars 1863  | 1er février 1865 | *27 juillet 1865          | Non                | Spitfire, 15 juin 1869 Suncook, 10 août 1869 | Démoli, juillet 1874                       |
| USS Tunxis  | Reaney, Son & Archbold | Chester, Pennsylvania     | 9 mars 1863   | 4 juin 1864      | *12 juillet 1864          | No                 | Hydra, 15 juin 1869 Otsego, 10 août 1869     | Vendu pour la ferraille, 1874              |
| USS Umpqua  | Snowden & Mason        | Brownsville, Pennsylvania | 4 mars 1863   | 21 décembre 1865 | **7 mai 1866              | Non                | Fury, 15 juin 1869 Umpqua, 10 août 1869      | Vendu pour la ferraille, 12 septembre 1874 |
| USS Wassuc  | George W. Lawrence     | Portland, Maine           | 2 juin 1863   | 25 juillet 1865  | **28 octobre 1865         | Non                | Stromboli, 15 juin 1869 Wassuc, 10 août 1869 | Vendu pour la ferraille, 9 septembre 1875  |
| USS Waxsaw  | A. & W. Denmead & Son  | Baltimore                 | 13 mars 1863  | 4 mai 1865       | **21 octobre 1866         | Non                | Niobe, 15 juin 1869 Waxsaw, 10 août 1869     | Vendu pour la ferraille, 25 août 1875      |
| USS Yazoo   | William Cramp and Sons | Philadelphie              | 2 mars 1863   | 8 mai 1865       | **15 décembre 1865        | Non                | Tartar, 15 juin 1869 Yazoo, 10 août 1869     | Vendu pour la ferraille, 5 septembre 1874  |
| USS Yuma    | Alexander Swift        | Cincinnati                | 26 mars 1863  | 30 mai 1865      | **6 mai 1866              | Non                | Tempest, 15 juin 1869 Yuma, 10 août 1869     | Vendu pour la ferraille, 12 septembre 1874 |